# 水の歴史資料館
水の歴史資料館（みずのれきししりょうかん）は愛知県名古屋市千種区月ヶ丘にある上水道・下水道に関する学習・広報施設。
名古屋市上下水道局が運営している。

## 概要
2014年（平成26年）9月1日に名古屋の上水道が給水開始から100周年を迎えたのを記念して「名古屋の上下水道事業の歴史や役割・防災」について学ぶことが出来る場所として、2014年（平成26年）9月6日に開館した。
東山配水場の旧東山管理事務所（2009年（平成21年）度廃止）を1億8,900万円を投じて改修したもので、尾張藩時代の「幅下水道」に始まる名古屋の上下水道の歴史などのほか、消防水利や浸水・地震などの災害対策についての展示が行なわれており、上下水道に関する文書や資料を収蔵する資料閲覧室兼学習室を備える。
また、資料館には1934年（昭和9年）に造られた東山配水場5号配水池が隣接しており、資料館開館時には外観の見学が出来る（内部立ち入りは不可）。

## 利用
- 開館時間：9:30～16:30
- 休館日：月曜日（月曜が休日の場合は直後の平日）・年末年始（12月29日～1月3日）
- 入館料：無料

## アクセス

### 地下鉄
- 名古屋市営地下鉄東山線 覚王山駅下車、徒歩で約20分。
- 名古屋市営地下鉄名城線 砂田橋駅下車、徒歩で約24分。

### 名古屋市営バス・名鉄バス
- 「月ヶ丘」バス停から徒歩で約2分。
- 「谷口」バス停から徒歩で約14分。

### 自家用車
- 愛知県道215号田籾名古屋線（出来町通） - 谷口交差点を南進、約800メートル。
- 駐車場 - 普通自動車18台（身障者用2台含む）。